# St. Dorothea (Dörlesberg)

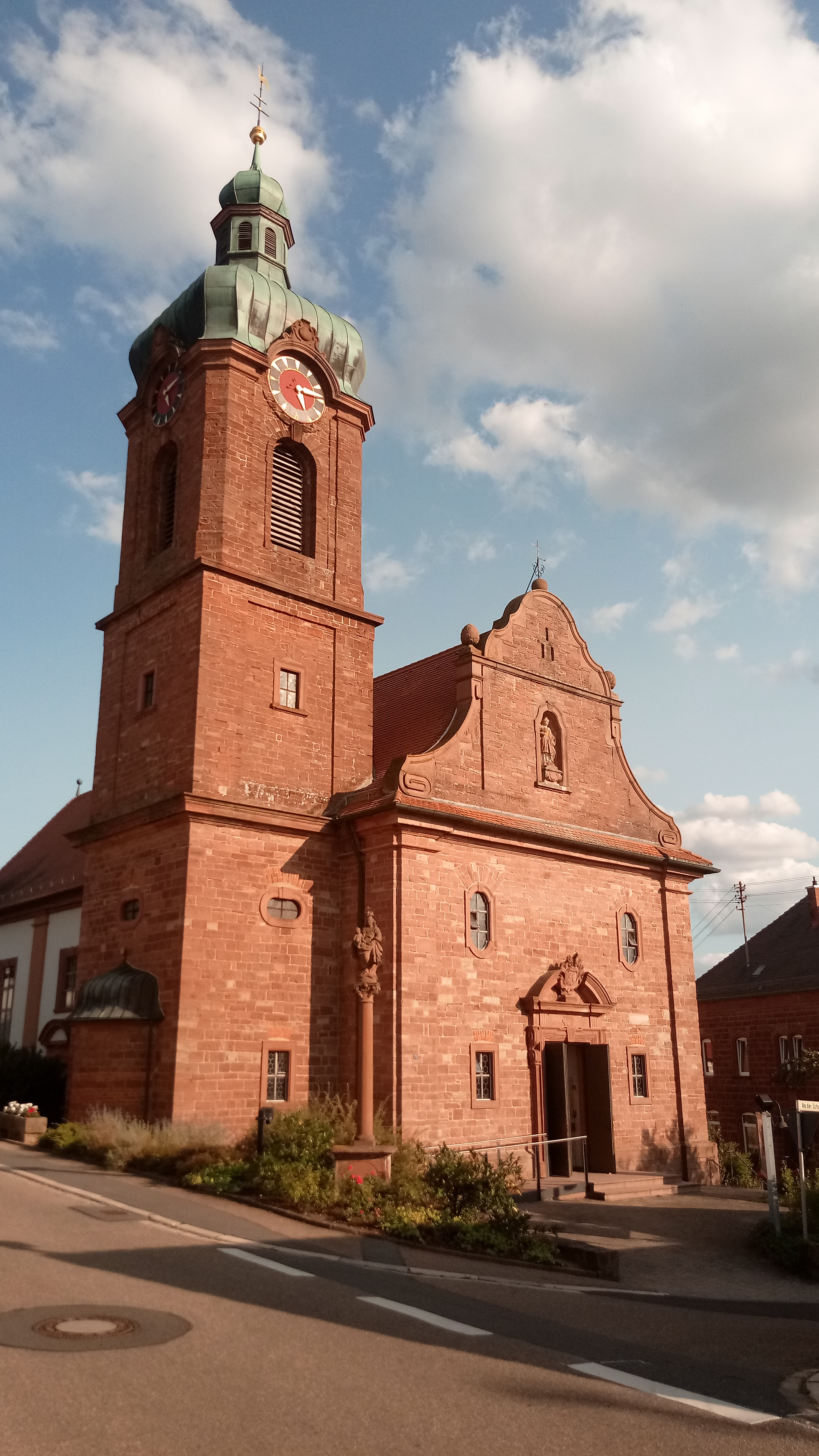
St. Dorothea in Dörlesberg

Die römisch-katholische Pfarrkirche St. Dorothea in Dörlesberg, einer Ortschaft von Wertheim im Main-Tauber-Kreis, wurde von 1721 bis 1722 errichtet und ist der heiligen Dorothea geweiht. Sie gehört zur Seelsorgeeinheit Külsheim-Bronnbach, die dem Dekanat Tauberbischofsheim des Erzbistums Freiburg zugeordnet ist. Die Kirche befindet sich in der Hundheimer Straße 72 und steht unter Denkmalschutz. Es handelt sich um einen Barockbau, mit nebenstehendem Turm von 1910.

## Geschichte und Ausstattung
Die Dörlesberger Kirche wurde unter dem Bronnbacher Abt Joseph Hartmann von 1721 bis 1722 erbaut. Noch im 17. Jahrhundert dürften wohl die meisten Einwohner des Dorfes Protestanten gewesen sein. Nach der Einigung zwischen dem Kloster Bronnbach und den Grafen von Wertheim im Jahre 1772 wurde Dörlesberg der Klosterherrschaft zugeordnet und es setzte eine Phase der Rekatholisierung ein. In diesem Kontext ist auch der aufwändige barocke Kirchenneubau im frühen 18. Jahrhundert zu verstehen.
Im Jahre 1910 wurde die Kirche um einen Turm erweitert. Daneben wurde auch eine Seitenkapelle angebaut. Im Kirchturm hängen vier Glocken aus Bronze, die von der Glockengießerei Bachert in Karlsruhe gegossen wurden. Zur kleinsten Glocke von 1935 wurden 1949 die drei größeren Glocken hinzugegossen.
| Glocke | Gussjahr | Durchmesser | Masse  | Schlagton |
| ------ | -------- | ----------- | ------ | --------- |
| 1      | 1949     | 1055 mm0    | 720 kg | g′-6      |
| 2      | 1949     | 900 mm      | 418 kg | b′-3      |
| 3      | 1949     | 795 mm      | 299 kg | c″-6      |
| 4      | 1935     | 675 mm      | 145 kg | es″-5     |

Aus der Zeit um 1910 stammt auch die Fassade der Kirche. In oberem Fassadenteil befindet sich eine Statue der Kirchenpatronin. Dorothea wird mit einem Körbchen, gefüllt mit Rosen und Früchten, dargestellt. Über der Eingangstür befindet sich das Wappen des Erbauers und Abtes Joseph Hartmann. 
Im Inneren besteht eine reiche Barockausstattung. Die Seitenaltäre stammen vom Kloster Bronnbach und wurden am gleichen Tag wie die Kirche geweiht.